# Михайло Ристич
Михайло Ристич (серб. Mihailo Ristić / Михаило Ристић, нар. 30 жовтня 1995, Бієліна) — сербський футболіст, лівий захисник та півзахисник іспанської «Сельти».
Виступав, зокрема, за клуби «Црвена Звезда» та «Монпельє», а також національну збірну Сербії.

## Клубна кар'єра
Народився 30 жовтня 1995 року в місті Бієліна. Розпочав займатись футболом на батьківщині в клубі «Рудар» (Углєвик), а 2012 року перебрався до Сербії, де потрапив до академії місцевої «Лозниці». Завдяки чудовій грі в 2013 році отримав запрошення від столичної «Црвени Звезди» і перейшов до молодіжної команди цього клубу. Там він швидко став одним із найкращих гравців і був запрошений до основної команди португальським тренером Рікарду Са Пінту, який в останній грі чемпіонату сезону 2012/13 включив Ристича у заявку на гру проти команди «Воєводина», втім на поле молодий футболіст не вийшов. У липні 2014 року підписав свій перший професійний контракт із «Црвеною Звездою».
Дебютував за основну команду «Црвени Звезди» в Суперлізі Сербії 9 серпня 2014 року проти «Радничок» з Ниша (2:0). Тодішній тренер Ненад Лалатович випустив його на 82-й хвилині замість Вукана Савичевича. Протягом сезону 2014/15 переважно грав на позиції опорного півзахисника. З приходом нового головного тренера Міодрага Божовича Ристич у сезоні 2015/16 змінив кілька позицій, граючи спочатку центрального півзахисника, потім лівого, і в підсумку зайняв позицію лівого захисника, допомігши команді стати чемпіоном Сербії. Після того, як 2016 року основний лівий захисник Луїс Ібаньєс покинув клуб, Ристич став основним гравцем белградців на цій позиції. 14 вересня 2016 року Михайло Ристич продовжив контракт з клубом до літа 2020 року. Загалом в рідній команді Михайло провів три сезони, взявши участь у 78 матчах чемпіонату.
30 червня 2017 року Ристич підписав 5-річний контракт з клубом російської Прем'єр-ліги «Краснодаром», який заплатив за гравця 2 млн євро. Дебютував за новий клуб у першому матчі третього кваліфікаційного раунду Ліги Європи УЄФА 2017/18 проти «Люнгбю» (2:1) 27 липня 2017 року. У чемпіонаті Росії дебютував 31 липня у гостьовому матчі проти московського «Спартака» (0:2), вийшовши на заміну на 75-й хвилині. Тим не менш основним гравцем серб стати не зумів, через що 2 лютого 2018 року перейшов на правах оренди до чеського клубу «Спарта» (Прага) з правом викупу контракту. Дебютував у чемпіонаті Чехії 10 березня 2018 року на грі проти «Карвіни» (1:1), коли на 89 хвилині замінив Ніколае Станчу. Втім і у цій команді Михайлу закріпитись не вдалося, тому празька команда відмовилась від викупу контракту гравця.
12 січня 2019 року Ристич приєднався до французького клубу «Монпельє». Відіграв за команду з Монпельє наступні три з половиною роки своєї ігрової кар'єри і з сезону 2020/21 був основним лівим захисником команди.
26 травня 2022 року у статусі вільного агента перейшов у португальську «Бенфіку».

## Виступи за збірні
2013 року дебютував у складі юнацької збірної Сербії (U-19), з якою був учасником юнацького чемпіонату Європи 2014 року в Угорщині, де зіграв у трьох іграх і став півфіналістом. Цей результат дозволив команді кваліфікуватись на молодіжний чемпіонат світу 2015 року в Новій Зеландії, але його Ристич змушений був пропустити через тонзилектомію. Загалом на юнацькому рівні взяв участь у 9 іграх.
Протягом 2016—2017 років залучався до складу молодіжної збірної Сербії, з якою зіграв на молодіжному чемпіонаті Європи 2017 року в Польщі. Під час цього змагання він провів два матчі — проти Македонії (2:2) та Іспанії (0:1), а Сербія не вийшла з групи. Всього на молодіжному рівні зіграв у 8 офіційних матчах.
29 вересня 2016 року дебютував в офіційних матчах у складі національної збірної Сербії у товариській грі проти Катару (0:3).

## Титули і досягнення
- «Црвена Звезда»:
  - Чемпіон Сербії (1): 2015-16

- Бенфіка:
  - Чемпіон Португалії (1): 2022-23
  - Володар Суперкубка Португалії (1): 2023

| Дата       | Місто    | Господарі   | Результат  | Гості      | Турнір                               | Голи | Примітки |
| ---------- | -------- | ----------- | ---------- | ---------- | ------------------------------------ | ---- | -------- |
| 29-9-2016  | Доха     | Катар       | 3 – 0      | Сербія     | товариський матч                     | -    | кап. 46' |
| 8-10-2020  | Осло     | Норвегія    | 1 – 2 д.ч. | Сербія     | Відбір до ЧЄ 2020                    | -    | 60'      |
| 14-10-2020 | Стамбул  | Туреччина   | 2 – 2      | Сербія     | Ліга націй УЄФА 2020-2021 - 1-й етап | -    | 46'      |
| 15-11-2020 | Будапешт | Угорщина    | 1 – 1      | Сербія     | Ліга націй УЄФА 2020-2021 - 1-й етап | -    | 62'      |
| 18-11-2020 | Белград  | Сербія      | 5 – 0      | Росія      | Ліга націй УЄФА 2020-2021 - 1-й етап | -    |          |
| 27-3-2021  | Белград  | Сербія      | 2 – 2      | Португалія | Відбір до ЧС 2022                    | -    | 71'      |
| 30-3-2021  | Баку     | Азербайджан | 1 – 2      | Сербія     | Відбір до ЧС 2022                    | -    | 86'      |
| 24-3-2022  | Будапешт | Угорщина    | 0 – 1      | Сербія     | товариський матч                     | -    | 46'      |
| 5-6-2022   | Белград  | Сербія      | 4 – 1      | Словенія   | Ліга націй УЄФА 2022-2023 - 1-й етап | -    | 46'      |
| Усього     |          | Матчів      | 9          |            | Голів                                | 0    |          |